# كل ما يتنفس
كل ما يتنفس (بالإنجليزية: All That Breathes) فيلم وثائقي صدر عام 2020 من إخراج شوناك سين [الإنجليزية]، وإنتاج شوناك سين وأمان مان وتيدي ليفر ‏ تحت مظلة رايز فيلمز. يتتبع الفيلم قصة الشقيقين محمد سعود ونديم شهزاد، اللذين ينقذان ويعالجان الطيور المصابة في الهند.
تم عرض الفيلم لأول مرة عالميًا في مهرجان صندانس السينمائي لعام 2022 في 22 يناير 2022، حيث فاز بجائزة لجنة التحكيم الكبرى في مسابقة الأفلام الوثائقية للسينما العالمية. وقد عُرض الفيلم أيضًا في مهرجان كان السينمائي في قسم العرض الخاص، حيث فاز بالعين الذهبية ‏. تم ترشيحه لاحقًا لجائزة الأوسكار لأفضل فيلم وثائقي طويل. ثم فاز الفيلم بجائزة بيبودي في الحفل الرابع والثمانين "لتصويره الرائع للتعاطف والترابط بين الطبيعة والإنسان".

## الملخص
نشأ الشقيقان سعود ونديم في نيودلهي، وهما ينظران إلى السماء المرصعة بالطائرات الورقية السوداء، ويشاهدان أقاربهما وهم يلقون اللحوم لهذه الطيور الجارحة. يعتقد المسلمون أن إطعام الطائرات الورقية من شأنه أن يدفع المشاكل. والآن، تتساقط الطيور من سماء نيودلهي الملوثة المعتمة، وقد جعل الشقيقان من رعاية الطائرات الورقية السوداء المصابة عمل حياتهما.

## الإنتاج
الفيلم الوثائقي يحكي قصة نديم شهزاد ومحمد سعود، الأخوين اللذين يديران عيادة للطيور في وزير آباد، دلهي، ‏ حيث تم علاج 20 ألف طائر جارح على مدى السنوات العشرين الماضية. وقد أعجب المخرج شوناك سين بإخلاصهم وروحهم، فقرر تصويرهم. كما قال: "يجذبني موضوع الترابط بين الأنظمة البيئية – نظام يكون البشر جزءًا منه، لا منفصلين عنه. كيف يتشارك الإنسان والحيوان الفضاء ويصبحان جزءًا من الكل. إنها قصة قيّمة".

## الإصدار
تم عرض الفيلم لأول مرة عالميًا في مهرجان صندانس السينمائي لعام 2022 في 22 يناير 2022. تم اختياره أيضًا للعرض في مهرجان كان السينمائي لعام 2022 في قسم "العروض الخاصة" وتم عرضه في 23 مايو.
تم إصدار الفيلم في الولايات المتحدة في خريف عام 2022، إلى جانب عروضه في المهرجانات، من قبل شركة غواصة ديلوكس، بالتعاون مع سايد شو.
تم اختيار الفيلم لمسابقة الأفلام الوثائقية في مهرجان هونج كونج السينمائي الدولي ‏ السادس والأربعين، حيث تم عرضه في 24 أغسطس 2022 وفاز بجائزة فايربيرد. في سبتمبر 2022، تمت دعوته إلى مهرجان زيورخ السينمائي ‏ الثامن عشر الذي أقيم في الفترة من 22 سبتمبر إلى 2 أكتوبر، حيث تم ترشيحه في قسم مسابقة الأفلام الوثائقية. في نفس الشهر، تم اختياره أيضًا في القائمة الرئيسية لمهرجان نيويورك السينمائي لعام 2022 ‏ الذي أقيم في الفترة من 30 سبتمبر إلى 16 أكتوبر 2022. وقد وصل الفيلم أيضًا إلى قسم "عرض الأفلام الوثائقية بزاوية واسعة" في مهرجان بوسان السينمائي الدولي السابع والعشرين ‏ وتم عرضه في 9 أكتوبر 2022. تم اختياره بعد ذلك في مهرجان لندن السينمائي التابع لمعهد الفيلم البريطاني الذي أقيم في الفترة من 5 إلى 16 أكتوبر 2022، حيث فاز بجائزة جريرسون في مسابقة الأفلام الوثائقية؛ وفي مهرجان روما السينمائي السابع عشر ‏ في أفضل ما في عام 2022، والذي أقيم في الفترة من 13 إلى 23 أكتوبر.
في عام 2023، تم اختياره في قسم "أفلام عن البيئة" في مهرجان كولكاتا السينمائي الدولي التاسع والعشرين ‏ وسيتم عرضه في 7 ديسمبر 2023.

### وسائل الإعلام المنزلية
اشترت شركة أفلام إتش بي أو الوثائقية حقوق العرض التلفزيوني العالمية للفيلم؛ وبعد عرضه في دور العرض السينمائي في الولايات المتحدة، تم بثه على إتش بي أو ثم بدأ البث على إتش بي أو ماكس في 7 فبراير 2023.

## الاستقبال
على موقع تجميع المراجعات روتن توميتوز، 99% من 87 مراجعة نقدية إيجابية، بمتوسط تقييم 8.3/10. وجاء إجماع الموقع على النحو التالي: "فيلم كل ما يتنفس تحية شعرية للمثابرة، ويستخدم جهود شقيقين الدؤوبة لإيصال فكرة أوسع نطاقًا حول إيجاد النصر في خضم المأساة". أما موقع ميتاكريتيك، الذي يستخدم متوسطًا مرجحًا، فقد منح الفيلم درجة 87 من 100، بناءً على 19 تقييمًا، مما يشير إلى "إشادة عالمية".
كتب دانيال فينبرغ من هوليوود ريبورتر، مُراجعًا الفيلم: "جسّد سين رؤيةً لنيودلهي، حيثُ تُشكّل الحياة العصرية، وخاصةً التلوث والاكتظاظ السكاني، ضغطًا جديدًا على التوازن بين البشر والطبيعة". وأشاد بالفيلم، مُضيفًا أنه "من أكثر الأفلام الوثائقية إثارةً للخيال التي شاهدتها على الإطلاق". واختتم فينبرغ مراجعته قائلًا: "في هذه العجيبة الوثائقية الصغيرة، يجمع الفيلم بين القليل والكثير في آنٍ واحد". أشاد دينيس هارفي، مراجع مجلة فارايتي، بموسيقى الفيلم، وكتب: "يعزز موسيقى روجر جولا التأملية والجذابة في آنٍ واحد، والتي تضرب نغمات طيفية مناسبة". كما أشاد بالتصوير السينمائي، وكتب: "هناك غنائية مبتكرة في الصور هنا، موحدة جماليًا على الرغم من وجود ثلاثة مصورين سينمائيين معتمدين". واختتم هارفي مراجعته قائلاً: "بنبرة أكثر حزنًا وسحرًا مما قد يتوقعه المرء بالنظر إلى الأزمات المتنوعة هنا، يفضل فيلم سين الوثائقي الرصدي العفوي المخادع التركيز على المقاومة والصمود على تصريحات الهلاك". وصف جوش فلاندرز وشيري فلاندرز من شيكاغو ريدر ‏ الفيلم بأنه "تحفة بصرية رائعة". صنف ديفيد إيرليش من إندي واير الفيلم بدرجة B+ وأشاد بالإطار الفني مقارنًا إياه بإطار جانوش كامينسكي. كتب إيرليتش، مُقدِّرًا الموسيقى التصويرية والتسجيل الصوتي وتصوير الكاميرا، "إن موسيقى روجر جولا الموسيقية الصاخبة (قليل من فيليب جلاس، وكثير من دان ديكون ‏ ) وتسجيل الصوت الحشوي لنيلادري شيخار روي ومويناك بوس (استعدوا لكورال كامل من الفئران) تُكمِّل الاهتمام الدقيق لتصوير الكاميرا من خلال سماع ضجيج الحياة حتى في أكثر الإطارات تواضعًا." واختتم قائلاً، "هناك الكثير من الحياة في كل ما يتنفس لدرجة أنك لن تُترك متشوقًا لمزيد من الشخصية."
علّقت بولومي داس، الناقدة في فيرست بوست، قائلةً: "ببساطة، كسجلٍّ لمأساة بيئية بطيئة الاحتراق، تُبدع سين فيلم "كل ما يتنفس" كقصيدة تأملية، قصيدةٌ صقلها المحرران شارلوت مونش بينغتسن وفيدانت جوشي بإتقانٍ واعي. البنية نفسها لافتةٌ للنظر بأسلوبها البسيط. الشعر في البساطة موجودٌ هنا..." كما أشادت بالتصوير السينمائي لبن برنهارد، وريجو داس، وسومياناندا ساهي. صرحت داس قائلةً: "تكشف سين ببراعة عن الجانب المظلم من العاصمة، حيث تدمج بسلاسة بين المقدمة والخلفية، والطبيعة والجو، والمرئي والمخفي. واختتمت قائلةً: "ليس من المعتاد أن ترى قصةً متناغمةً مع براعة صناعة الأفلام وجمال المشاعر، بحيث تُنتج تجربة مشاهدة آسرة. " أبدت تومريس لافلي من مجلة هاربر بازار رأيها في مراجعة الفيلم قائلة: "تظهر الإنسانية في أكثر صورها نكرانًا للذات في فيلم All That Breathes، [الذي يتبنى] الترابط بين الطبيعة والبشرية كمبدأ توجيهي. "صرح لافلي أن سين يكشف عن شيء شعري في [السرد]، ويحتفل بشرائح من الأمل ضد كل الصعاب بمبالغ سخية. صرحت أليسا ويلكينسون، التي راجعت الفيلم لموقع فوكس، "صورة شاعرية لشوناك سين لرجلين يعملان على إنقاذ الطيور المصابة والمريضة في المدينة. إن سعيهم لإيجاد الموارد اللازمة لعملياتهم التي تعاني من نقص التمويل بشكل دائم يتزامن مع التأملات في طبيعة الطيور، وخاصة الطائرات الورقية، الطيور الجارحة التي اضطرت إلى التكيف مع المدينة المتغيرة. "وفي الختام، أبدى ويلكنسون رأيه بأن العمل الذي يقوم به البطلان هو "استعارة للمهمة الضخمة التي قد تكون مهمة جلب الشفاء لسكان المدينة من البشر أيضًا". "لأننا جميعا نتنفس نفس الهواء." قامت جريس هان من نبض الفيلم الآسيوي بتقييم الفيلم بـ 4/5 وأشادت بالتصوير السينمائي وكتبت "تنظر الكاميرا بدهشة إلى القوة الهائلة للتحضر في العاصمة الهندية – وقدرة الطبيعة على التكيف وفقًا لذلك. ووصفت الفيلم بأنه صورة شخصية، وكتبت: "بشكل عام، يصور فيلم كل ما يتنفس صورة لنظام بيئي حساس مضطرب بشكل خطير. واختتم هان حديثه قائلاً: "بينما يتجه المستقبل نحو منطقة غير مؤكدة، فإن أغنية All That Breathes تطرح نداءً لتحقيق التوازن. وأضافت قائلةً: "في هذه الحياة، كل ما يتنفس متصل: تحت السماء، عبر الهواء، والأرض التي نعيش عليها." وكتب بيلج إيبيري، مراجعًا لمجلة الروحانية والصحة: "الفيلم مُصوَّر بشكل مذهل، فهو رائع بقدر ما هو طموح، ومؤثر بقدر ما هو مرعب." واختتم إيبيري مراجعته قائلاً: "ونظرًا للوضع الخطير الذي تعيشه جميع المخلوقات المصورة في هذه الصورة، لا يسع المرء إلا أن يتساءل عما إذا كان الأمر مجرد مسألة وقت قبل أن نُهدد جميعًا بنفس القدر." وكتبت شوبرا جوبتا من صحيفة إكسبرس الهندية، التي تغطي مهرجان كان السينمائي: "كان الفيلم الوثائقي الرائع لشوناك سين بمثابة احتفال [مثل فيلم جويلاند الباكستاني]."

### التكريمات
| الجائزة                                         | تاريخ الحفل                               | الفئة                                                 | المستلم (المستلمون)                   | النتيجة       | م.            |
| ----------------------------------------------- | ----------------------------------------- | ----------------------------------------------------- | ------------------------------------- | ------------- | ------------- |
| مهرجان صاندانس السينمائي                        | 30 يناير 2022                             | جائزة لجنة التحكيم الكبرى – فيلم وثائقي               | كل ما يتنفس                           | فوز           | [ 6 ]         |
| مهرجان كان السينمائي                            | 28 مايو 2022                              | العين الذهبية                                         | شوناك سين [الإنجليزية]                | فوز           | [ 39 ]        |
| مهرجان هونغ كونغ السينمائي الدولي ‏              | 31 أغسطس 2022                             | جائزة فايربيرد                                        | كل ما يتنفس                           | فوز           | [ 40 ] [ 41 ] |
| مهرجان زيورخ السينمائي ‏                         | 2 أكتوبر 2022                             | أفضل فيلم وثائقي دولي                                 | كل ما يتنفس                           | رُشِّح           | [ 20 ]        |
| مهرجان لندن السينمائي                           | 16 أكتوبر 2022                            | جائزة جريسون                                          | كل ما يتنفس                           | فوز           | [ 42 ]        |
| مهرجان مونتكلير السينمائي                       | 30 أكتوبر 2022                            | جائزة بروس سينوسكي لأفضل فيلم وثائقي طويل             | كل ما يتنفس                           | رُشِّح           | [ 43 ]        |
| جوائز الشاشة في آسيا والمحيط الهادئ ‏            | 11 نوفمبر 2022                            | جائزة السينما الشابة                                  | كل ما يتنفس                           | فوز           | [ 44 ]        |
| جوائز اختيار النقاد للأفلام الوثائقية ‏          | 13 نوفمبر 2022                            | أفضل فيلم وثائقي عن العلوم/الطبيعة                    | كل ما يتنفس                           | رُشِّح           | [ 45 ]        |
| جوائز اختيار النقاد للأفلام الوثائقية ‏          | 13 نوفمبر 2022                            | أفضل تصوير سينمائي                                    | بنيامين برنهارد، ريجو داس             | رُشِّح           | [ 45 ]        |
| جوائز غوثام                                     | 28 نوفمبر 2022                            | أفضل فيلم وثائقي                                      | كل ما يتنفس                           | فوز           | [ 46 ]        |
| المجلس الوطني للمراجعة                          | 8 ديسمبر 2022                             | أفضل خمسة أفلام وثائقية                               | كل ما يتنفس                           | فوز           | [ 47 ]        |
| جوائز آي دي إيه الوثائقية ‏                      | 10 ديسمبر 2022                            | أفضل فيلم روائي طويل                                  | كل ما يتنفس                           | فوز           | [ 48 ]        |
| جوائز آي دي إيه الوثائقية ‏                      | 10 ديسمبر 2022                            | أفضل مخرج                                             | شوناك سين                             | فوز           | [ 48 ]        |
| جوائز آي دي إيه الوثائقية ‏                      | 10 ديسمبر 2022                            | أفضل تصوير سينمائي                                    | بن برنهارد، ريجو داس، سومياناندا ساهي | رُشِّح           | [ 48 ]        |
| جوائز آي دي إيه الوثائقية ‏                      | 10 ديسمبر 2022                            | أفضل مونتاج                                           | شارلوت مونك بينجتسن، فيدانت جوشي      | فوز           | [ 48 ]        |
| جمعية واشنطن العاصمة لنقاد السينما              | 12 ديسمبر 2022                            | أفضل فيلم وثائقي                                      | كل ما يتنفس                           | رُشِّح           | [ 49 ]        |
| جمعية دالاس فورت وورث لنقاد السينما             | 19 ديسمبر 2022                            | أفضل فيلم وثائقي                                      | كل ما يتنفس                           | المركز الثاني | [ 50 ]        |
| تحالف الصحفيات السينمائيات                      | 5 يناير 2023                              | أفضل فيلم وثائقي                                      | كل ما يتنفس                           | رُشِّح           | [ 51 ]        |
| الجمعية الوطنية لنقاد السينما ‏                  | 7 يناير 2023                              | أفضل فيلم غير روائي                                   | كل ما يتنفس                           | المركز الثالث | [ 52 ]        |
| دائرة نقاد السينما في منطقة خليج سان فرانسيسكو ‏ | 9 يناير 2023                              | أفضل فيلم وثائقي طويل                                 | كل ما يتنفس                           | فوز           | [ 53 ]        |
| جوائز عين السينما ‏                              | 12 يناير 2023                             | جائزة أفضل فيلم وثائقي                                | شوناك سين، أمان مان، وتيدي ليفر ‏      | فوز           | [ 54 ] [ 55 ] |
| جوائز عين السينما ‏                              | 12 يناير 2023                             | جائزة أفضل إخراج                                      | شوناك سين                             | رُشِّح           | [ 54 ] [ 55 ] |
| جوائز عين السينما ‏                              | 12 يناير 2023                             | جائزة أفضل إنتاج                                      | أمان مان، شوناك سين، وتيدي ليفر       | رُشِّح           | [ 54 ] [ 55 ] |
| جوائز عين السينما ‏                              | 12 يناير 2023                             | جائزة أفضل تصوير سينمائي                              | بن برنهارد                            | فوز           | [ 54 ] [ 55 ] |
| جوائز عين السينما ‏                              | 12 يناير 2023                             | جائزة أفضل تصميم صوتي                                 | نيلادري شيخار روي، وسوسميت "بوب" ناث  | رُشِّح           | [ 54 ] [ 55 ] |
| جوائز عين السينما ‏                              | 12 يناير 2023                             | جائزة اختيار الجمهور                                  | كل ما يتنفس                           | رُشِّح           | [ 54 ] [ 55 ] |
| جوائز عين السينما ‏                              | 12 يناير 2023                             | الذكريات التي لا تُنسى                                 | محمد سعود، ونديم شهزاد                | فوز           | [ 54 ] [ 55 ] |
| جمعية نقاد السينما في جورجيا                    | 13 يناير 2023                             | أفضل فيلم وثائقي                                      | كل ما يتنفس                           | رُشِّح           | [ 56 ]        |
| جمعية نقاد السينما عبر الإنترنت ‏                | 23 يناير 2023                             | أفضل فيلم وثائقي                                      | كل ما يتنفس                           | رُشِّح           | [ 57 ]        |
| دائرة نقاد لندن                                 | 5 فبراير 2023                             | وثائقي العام                                          | كل ما يتنفس                           | رُشِّح           | [ 58 ] [ 59 ] |
| جائزة ساتالايت                                  | 11 فبراير 2023                            | أفضل فيلم روائي – وثائقي                              | كل ما يتنفس                           | رُشِّح           | [ 60 ]        |
| جائزة نقابة المخرجين الأمريكيين                 | 18 فبراير 2023                            | إنجاز متميز في الإخراج الوثائقي                       | شوناك سين                             | رُشِّح           | [ 61 ]        |
| جوائز نقابة المنتجين الأمريكية ‏                 | 25 فبراير 2023                            | أفضل منتج لأفلام وثائقية سينمائية                     | أمان مان، شوناك سين، وتيدي ليفر       | رُشِّح           | [ 62 ] [ 63 ] |
| جوائز الأكاديمية البريطانية للأفلام             | جوائز الاكاديمية البريطانية السينمائية 76 | أفضل فيلم وثائقي                                      | شوناك سين، تيدي ليفر، أمان مان        | رُشِّح           | [ 64 ]        |
| جوائز الروح المستقلة                            | 4 مارس 2023                               | أفضل فيلم وثائقي طويل                                 | شوناك سين، تيدي ليفر، أمان مان        | رُشِّح           | [ 65 ]        |
| الجمعية الأمريكية للمصورين السينمائيين          | 5 مارس 2023                               | إنجاز متميز في التصوير السينمائي في الأفلام الوثائقية | بن برنهارد and ريجو داس               | فوز           | [ 66 ]        |
| جائزة الأوسكار                                  | حفل توزيع جوائز الأوسكار الخامس والتسعون  | جائزة الأوسكار لأفضل فيلم وثائقي                      | شوناك سين وأمان مان وتيدي ليفر        | رُشِّح           | [ 67 ]        |
| جوائز جريرسون ‏                                  | 9 نوفمبر 2023                             | أفضل فيلم وثائقي فردي – دولي                          | كل ما يتنفس                           | فوز           | [ 68 ]        |
| جوائز جريرسون ‏                                  | 9 نوفمبر 2023                             | أفضل فيلم وثائقي سينمائي                              | كل ما يتنفس                           | فوز           | [ 68 ]        |
| جوائز بيبودي ‏                                   | 9 يونيو 2024                              | صورة للتعاطف والترابط بين الطبيعة والإنسان            | شوناك سين وأمان مان وتيدي ليفر        | فوز           | [ 11 ]        |

## وصلات خارجية
- الموقع الرسمي
- كل ما يتنفس  في قاعدة بيانات الأفلام على الإنترنت (بالإنجليزية)
- كل ما يتنفس في روتن توميتوز.
- كل ما يتنفس على Letterboxd